# SID (электросвязь)
SID (англ. Shared Information and Data Model), в электросвязи – референтная модель данных, разработанная TM Forum с целью стандартизации используемых в отрасли онтологий, понятий, достижение договорённости о взаимосвязи сущностей, информационных потоках. Предполагается, что следование этой референтной модели разработчиками информационных технологий для электросвязи обеспечит более естественную и прозрачную интеграцию разных решений, позволит снизить риски онтологических ошибок в таких интеграционных проектах.
В более современных документах TM Forum эта модель также упоминается как информационный каркас (англ. Information Framework).